# Ksenija Bodlović
Ksenija Bodlović (serbisch-kyrillisch Ксенија Бодловић; * 7. November 1981 in Osijek) ist eine serbische Biathletin und Triathletin.
Ksenija Bodlović startet für TK Dynamic. Sie gab ihr internationales Biathlon-Debüt im Rahmen der Sommerbiathlon-Weltmeisterschaften 2008 in der Haute-Maurienne. In den Crosslauf-Wettbewerben erreicht sie Serbin die Ränge zehn im Sprint und neun in der Verfolgung. Zur Saison 2008/09 folgten erste Einsätze im IBU-Cup. Ihr erstes Rennen, ein Einzel in Obertilliach, schloss sie auf Rang 71 ab. Erste Punkte gewann sie als 28. des Sprints von Bansko 2009. Im Triathlon gewann sie 2008 die serbische Rennserie Stu Kup und gewann dabei alle fünf Rennen, an denen sie teilnahm.